# Christiansted
Christiansted è una città situata sull'isola di Saint Croix nell'arcipelago delle Isole Vergini Americane. Secondo il censimento effettuato nel 2004 la sua popolazione ammonta a 3 000 abitanti.

## Storia
La Danimarca acquistò l'isola di Saint Croix dalla Francia nel 1733, la città fu fondata dai coloni danesi il 1º settembre 1734. Il governatore Frederik Moth stabilì il tracciato del primo insediamento, il nome fu scelto in onore del sovrano danese Cristiano VI. La città divenne il centro politico dell'isola che era occupata per la maggior parte da piantagioni di canna da zucchero coltivate sfruttando la manodopera degli schiavi provenienti dall'Africa. Nel 1734 venne costruito il forte della città, struttura che aveva il compito di difendere l'insediamento dalle possibili minacce provenienti dal mare.
Dal 1754 al 1871 fu la capitale delle Indie occidentali danesi. La colonia fu venduta agli Stati Uniti nel 1917 per 25 milioni di dollari e da quel momento Christiansted iniziò a svilupparsi come città turistica.

## Cultura
La città è sede dal 1952 del Christiansted National Historic Site. Il sito storico comprende alcuni edifici risalenti all'epoca coloniale: il forte costruito nel XVIII secolo dai danesi, il magazzino della Compagnia delle Indie occidentali danesi e della Guinea (1749), lo Steeple Building (1753), la Danish Custom House (1844) e la Scale House (1856).